# 盛田賢司
盛田 賢司（もりた けんじ、1966年12月5日 - ）は、日本の漫画家。大分県佐伯市出身。

## 略歴
- 1989年、『ビッグコミックスピリッツ増刊号』（小学館）に掲載の[要出典]『履き忘れたスニーカー』でデビュー[1]。その後、窪之内栄策のアシスタントを務める[1]。
- 1994年の『チューロウ』にて連載デビューを果たす[1]。2001年の『電光石火』まで『ビッグコミックスピリッツ』（小学館）にて連載を数本持つ。
- 2002年の『蒼のデラシネ』から2007年の『花蓮女学院高校男子剣道部』まで『週刊ヤングサンデー』（小学館）に活動の舞台を移す。
- 2008年以降は『ビッグコミックスペリオール』（小学館）にて『タッチアップ』（原作：田澤拓也）、『15 1/2 FIFTEEN HALF』を執筆。

## 作品リスト

### 連載
- チューロウ（『ビッグコミックスピリッツ』1994年8号[1] - 12号→『ビッグコミックスピリッツ21』1994年5月号 - 10月号、全2巻） - 連載デビュー作[1]。
- アイ・ラブ・ユー（『ビッグコミックスピリッツ』1995年、全3巻）
- しっぷうどとう（『ビッグコミックスピリッツ』1996年5・6合併号 - 1998年34号、全11巻）
- ブルーダー（原作：周防瞭、『ビッグコミックスピリッツ』1999年、全3巻）
- 電光石火（『ビッグコミックスピリッツ』2000年15号 - 2001年43号、全6巻）
- 蒼のデラシネ（『週刊ヤングサンデー』2002年16号 - 2002年49号、全3巻）
- 月明星稀 - さよなら新選組（『週刊ヤングサンデー』2003年32号 - 2006年8号、全10巻）
- ブレイブハート〜ディープインパクト物語〜（シナリオ：工藤晋、『週刊ヤングサンデー』2006年22・23合併号 - 2006年35号）
- 花蓮女学院高校男子剣道部（『週刊ヤングサンデー』2007年13号 - 2007年51号、全3巻）
- タッチアップ（原作：田澤拓也、『ビッグコミックスペリオール』2008年8月22日号 - 2011年7号[2]、全7巻）
- 15 1/2 FIFTEEN HALF（『ビッグコミックスペリオール』2013年12号[3] - 2014年24号、全3巻）
- マゲとリボルバー（原作：高橋遠州、原案・設定：A・ドワノ、「eBigComic4」2017年[1] - 、全5巻）
- 隻眼の鴉（原作：青山広美、既刊1巻）
- 青色ストライプ（『コミックヘヴン』vol.34[4] - 、全2巻）
- 真剣にシす（原案：河端ジュン一・西岡拓哉/グループSNE、『コミック乱ツインズ』2023年1月号[5] - 2024年4月号[6]、既刊2巻）

### 読み切り
- 履き忘れたスニーカー（『ビッグコミックスピリッツ』1989年[1]） - デビュー作[1]。
- 12年目の夏（『ManPuku!』1999年11月28日号）